# Andre Schickling
André Schickling oder Sharivari (* 19. September 1989) ist ein deutscher Poolbillardspieler. Derzeit spielt er für den BSV Dachau in der höchsten deutschen Spielklasse, der 1. Bundesliga Pool.

## Frühes Leben und Karriere
Sharivari spielte schon früh mit seinem Vater Billard. Er hörte jedoch auf, aktiv Billard zu spielen und nahm es erst im Alter von 23 Jahren wieder auf. Seitdem ist er aktiv.
Sharivari spielt professionell für den Billard Sportverein Dachau in der Bundesliga-Pool. Zuvor hat er an nationalen Turnieren in Deutschland teilgenommen und gewonnen. Er ist auch für seinen YouTube-Kanal bekannt, auf dem er das Billardspielen lehrt.
Im Jahr 2020 ernannte Pools Power 15 Sharivari zur 11. einflussreichsten Person in der Poolbranche. Ein Jahr später wurde er als 9. einflussreichste Person benannt. Im März 2022 deckte er das Cover des amerikanischen Magazins Billiards Digest.